# Walcarka pielgrzymowa
Walcarka pielgrzymowa – urządzenie do kształtowania rur pozbawionych szwów w procesie obróbki plastycznej metali, zwanej walcowaniem pielgrzymowym. W klasycznym układzie walcarka pielgrzymowa składa się z układu napędowego oraz klatki walcowniczej, która jest ruchoma i wykonuje ruch posuwisto – zwrotny. W trakcie procesu walce robocze, znajdujące się w klatce walcowniczej, poruszają się wraz z klatką i jednocześnie obracają się w przeciwnym kierunku.
W walcarce pielgrzymowej rura/tuleja nabiera odpowiednich wymiarów, średnicy zewnętrznej i grubości ścianki z wykluczeniem powstawania jakichkolwiek połączeń/szwów, przez co jakość uzyskanych produktów jest znacznie wyższa od rur szwowych.

## Proces pielgrzymowania
Technologia walcowania pielgrzymowego została wykorzystana po raz pierwszy do produkcji bezszwowych rur w 1980 roku w Niemczech. W Polsce pierwsze walcarki pojawiły się w 1958 roku w Hucie im. Buczka. Następnie w Hucie Andrzeja zastosowano walcarkę pielgrzymową do walcowania rur stalowych. Kolejno w 1964 roku „Grupa Kęty” zakupiła walcarkę do walcowania stopów Al. W 1975 roku kolejny zakład, Walcownia Metali „Dziedzice” S.A., rozpoczął pracę na walcarce pielgrzymowej do kształtowania rur z mosiądzu. W Katedrze Przeróbki Plastycznej i Metaloznawstwa Metali Nieżelaznych, Wydziału Metali Nieżelaznych, Akademii Górniczo – Hutniczej prowadzono badania klasycznego procesu walcowania pielgrzymowego. W roku 2005, zespół pod kierownictwem dr hab. inż., prof. AGH Jana Osiki, zaprezentował inną koncepcję walcowania pielgrzymowego rur na zimno.
Analizowane, przez zespół J. Osiki, rozwiązanie konstrukcyjne zakłada, że klatka walcownicza jest nieruchoma, a obrabiana rura jest umieszczona na saniach i wprowadzona pomiędzy walce. Sanie wykonują ruch posuwisto – zwrotny, a walce jedynie ruch obrotowy. W skrajnych położeniach sań – podobnie jak w procesie klasycznym – zachodzi obrót rury oraz kolejny posuw. Wykorzystanie takiego rozwiązania daje możliwość obniżenia o ponad połowę ciężaru mas ruchomych wykonujących ruch posuwisto – zwrotny. Ponadto nieruchoma klatka walcarki umożliwia praktycznie nieograniczone zwiększenie jej sztywności, bez obawy zwiększenia jej masy. Kolejną zaletą jest możliwość zwiększania średnicy walców, a zatem wydłużenie stożka roboczego. Przedstawione przez zespół dr hab. inż., prof. AGH Jana Osikę rozwiązanie konstrukcyjne daje również możliwość użycia tańszego hydraulicznego napędu o prostej konstrukcji.

## Schemat rozwiązania konstrukcyjnego walcarki pielgrzymowej wg koncepcji zespołu dr hab. inż., prof. AGH Jana Osiki
1 – klatka walcownicza, 2 – walec roboczy, 3 – walec pierścieniowy, 4 – koło zębatki, 5 – przekładnia zębata, 6 – sanie, 7 – mechanizm posuwu i obrotu z żerdziną, 8 – wózek rury wsadowej, 9 – walcowana rura, 10 – listwa zębatki, 11 – czujnik do pomiaru nacisku metalu na walce.
W rozwiązaniu tym przyjęto, że klatka robocza /1/ wraz z walcami pozostaje nieruchoma w cyklu roboczym odkształcenia. Walce /2/ wykonują więc tylko ruch obrotowy, natomiast umieszczona na saniach /6/ walcowana rura /9/ wraz z umieszczonymi w jej wnętrzu żerdziną i trzpieniem wykonuje ruch posuwisto – zwrotny. W tym procesie cykl roboczy rozpoczyna się, gdy sanie znajdują się w przednim martwym położeniu PMP (po stronie rury gotowej). Wtedy wykonuje się posuw i obrót o kąt 60° walcowanej rury. Podczas przejścia sań w tylne martwe położenie TMP (po stronie rury wsadowej), następuje odkształcenie plastyczne, a po ich zatrzymaniu dokonuje się obrót rury.
Przeniesienie sił z układu napędowego do klatki roboczej walcarki pielgrzymowej: a) rozwiązanie klasyczne, b) walcarka nowej generacji z napędem hydraulicznym; 1 – klatka robocza, 2 – stożek roboczy walcowanej rury, 3 – układ koło zębate – listwa zębatki, 4 – wózek przesuwu, 5 – układ zamocowania żerdziny, 6 – żerdzina, 7 – koło zębate przekładni, 8 -sanie, 9 – korbowód klatki.
Według dr hab. inż., prof. AGH Jana Osiki, przyjęcie rozwiązania z nieruchomą klatką i walcami wykonującymi tylko ruch obrotowy zmienia układ sił przenoszonych od napędu do klatki. W procesie klasycznym siły z korbowodów klatki F powodują jej ruch posuwisto – zwrotny i ruch obrotowy walców roboczych, natomiast moment obrotowy powoduje działanie sił walcowania wywołujących odkształcenie w chwilowej kotlinie pielgrzymowej, stąd w tym procesie tak naprawdę występują tylko dwie siły: pionowa powodująca nacisk metalu na walce Fw oraz pozioma, czyli siła osiowa w rurze Fr.
W nowym procesie siła napędowa sań F rozkłada się na dwie składowe: F1 – siła w listwie zębatki, która wywołuje moment obrotowy walców i F2 – działająca osiowo w walcowej rurze.

## Rodzaje
Walcarki pielgrzymowe służą do walcowania rur zarówno w procesie na zimno, jak i na gorąco.
Pielgrzymowanie na gorąco – to proces przeróbki, w którym metal jest nagrzewany do temperatury powyżej rekrystalizacji w celu plastycznego odkształcenia go między dwoma obracającymi się walcami.
Pielgrzymowanie na zimno – to proces walcowania, w którym średnica i grubość ścianek rur jest redukowana. W walcach roboczych wycięty jest wykrój, tak dobrany, aby w skrajnych położeniach klatki walcowniczej, średnica wykroju była równa. W wyniku ruchu klatki w przód objętość posuwu zostaje zwalcowana na stożkowym nieruchomym trzpieniu. W wyniku odkształcenia plastycznego następuje redukcja średnicy zewnętrznej, grubości ścianki i zwiększenie długości w kierunku osi rury. W wyniku odkształcenia plastycznego zachodzącego w czasie ruchu klatki w tył następuje wyrównanie owalizacji przekroju.